# Єпископ Буковинський
Єпископ Буковинський — священнослужителі вищого ступеня з титулом Єпископ, які очолювали (очолюють) Чернівецько-Буковинську єпрхію з кафедрою в Чернівцях.

## Історія
Чернівецько-Буковинська єпархія виникла у 1781 році. До цього часу всі парафії та монастирі на території Буковини входили до складу інших територіальних єпархій та підпорядковувались відповідним архієреям. 

X-XII ст. ст. — київські архієреї.
Митрополити Київські
XII-XIV ст. ст. — галицькі архієреї.
Галицькі єпископи  та митрополити
1401-1781 р.р. — радівецькі єпископи.
Радівецькі єпископи

## Австрійський період

### Чернівецько-Буковинська єпархія Карловацької митрополії
- Єпископ Чернівецький і Буковинський Досифей (Херескул) 12.12.1781 — 02.02.1789
- Єпископ Чернівецький і Буковинський Даниїл (Влахович) 23.03.1789 — 20.08.1822
- Єпископ Чернівецький і Буковинський Ісая (Балошескул) 17.07.1823 — 26.09.1834
- Єпископ Чернівецький і Буковинський Євгеній (Гакман) 08.05.1835 — 23.01.1873

### Буковинська митрополія
Митрополити Буковини та Далмації

## Буковинська митрополія (РумПЦ)
Митрополити Буковинські, Хотинські та Мармароські

## Чернівецько-Буковинська єпархія (Український екзархат)
- Єпископ Чернівецький і Буковинський Дамаскін (Малюта) 1941
- румунсько-нацистська окупація
- Єпископ Чернівецький і Буковинський Феодосій (Ковернинський) 25.02.1945 — 12.12.1947 (з липня 1944 фактично керував єпархією)
- Єпископ Чернівецький і Буковинський Андрій (Сухенко) 12.12.1947 — 09.02.1954
- Єпископ Чернівецький і Буковинський Євменій (Хорольський) 09.02.1954 — 09.12.1958
- Єпископ Чернівецький і Буковинський Григорій (Закаляк) 21.05.1959 — 16.03.1961
- Єпископ Чернівецький і Буковинський Даміан (Марчук) 16.03.1961 — 22.12.1964
- Єпископ Чернівецький і Буковинський Мефодій (Мензак) 22.12.1965 — 07.10.1967
- Єпископ Чернівецький і Буковинський Феодосій (Процюк) 07.10.1967 — 02.02.1972
- Єпископ Чернівецький і Буковинський Савва (Бабинець) 02.02.1972 — 18.03.1977
- Єпископ Чернівецький і Буковинський Варлаам (Ільющенко) 18.03.1977 — 30.12.1986
- Єпископ Чернівецький і Буковинський Антоній (Москаленко) 30.12.1986 — 23.11.1990

## Сучасність

### Чернівецько-Буковинська єпархія УПЦ (МП)
- Єпископ Чернівецький і Буковинський Онуфрій (Березовський) 09.12.1990 — 2000

З 2000 — Митрополит Чернівецький і Буковинський

### Чернівецька єпархія УАПЦ
- Єпископ Чернівецький і Буковинський Данило (Ковальчук) 28.04.1990-20.09.1994

З 1994 — Митрополит Чернівецький і Буковинський (Чернівецька єпархія УПЦ КП).
- Єпископ Чернівецький і Хотинський Герман (Семанчук)